# ブルーノート (ジャズ・クラブ)

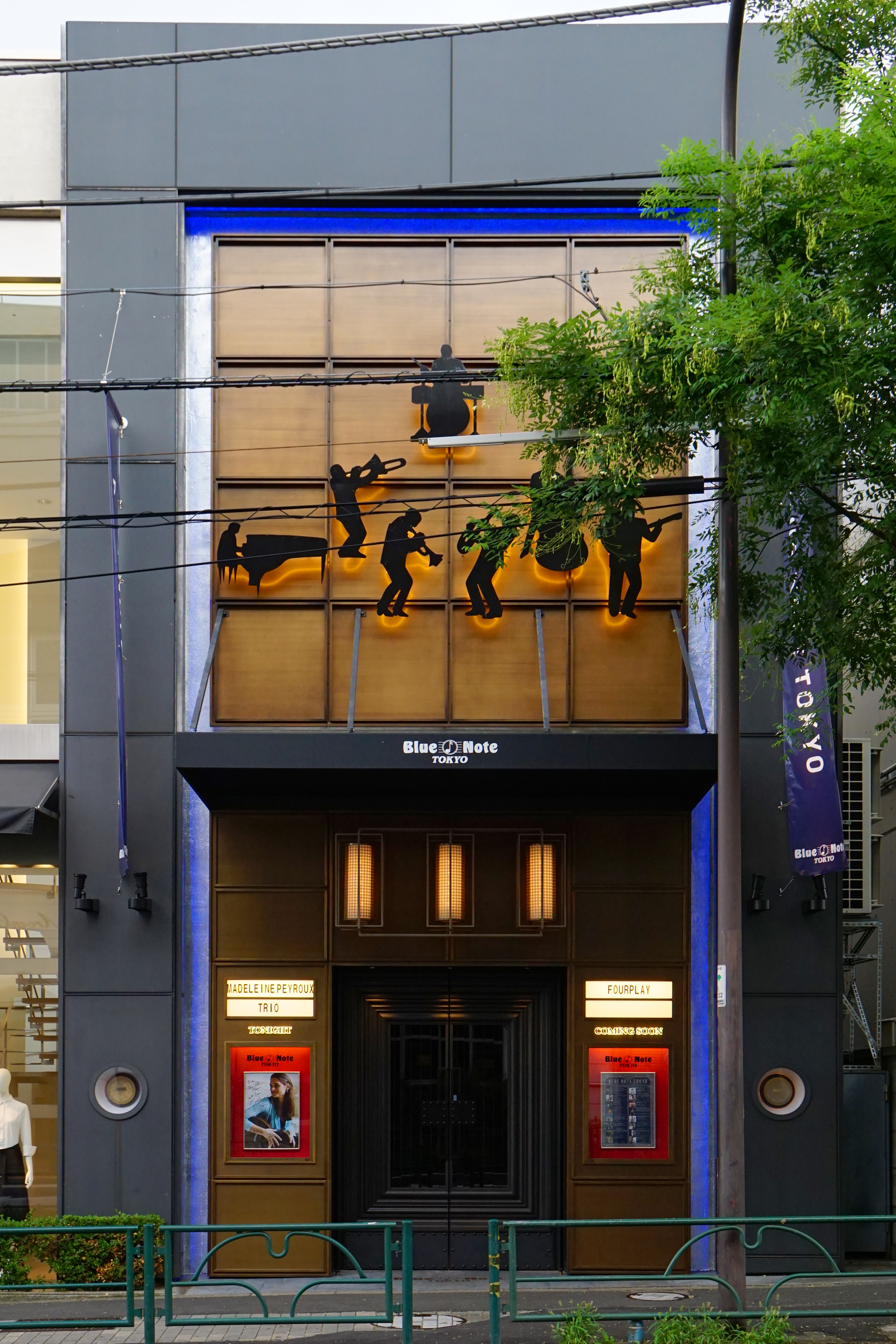
ブルーノート東京

ブルーノート（英語：Blue Note）は、アメリカ合衆国ニューヨーク市マンハッタン区グリニッジ・ヴィレッジで、1981年に開業したジャズ・クラブ。
アメリカ国内のほか、日本・イタリア・ブラジル・中国にフランチャイズ店舗がある。またブルーノート・レコードと直接的な関係は有していない。

## チェーン展開

### 日本
- ブルーノート東京： 1988年11月28日に開店[2][3]。南青山骨董通り界隈。株式会社ブルーノート・ジャパンが運営。同社が運営するライブレストランには東京・丸の内のCOTTON CLUB（2005年11月開業）や同じく東京・恵比寿のBLUE NOTE PLACE（2022年12月6日開業）もある[4]。また、横浜赤レンガ倉庫 2号館にあるライブレストラン「モーション・ブルー・ヨコハマ」も運営していた(2022年8月10日閉店)。

### イタリア
- ブルーノート・ミラノ

### ブラジル
- ブルーノート・リオデジャネイロ
- ブルーノート・サンパウロ

### 中国
- ブルーノート・北京
- ブルーノート・上海

### かつて営業していた都市
- 大阪： 1990年7月開店[5]。阪神コンテンツリンク（旧：阪神ブルーノート）が運営。開店当時は曾根崎新地界隈（AXビル）[6]、移転後は梅田二丁目界隈（ハービスENT）[7]。2007年8月、契約先変更に伴い「ビルボードライブ大阪」へ店名変更[8]。
- 福岡： 1990年11月22日開店[9]。天神界隈。当初は「ブルーノート福岡」という店名で、岩田屋が運営[10]。岩田屋の経営不振に伴い[10]2000年3月に一度閉店し[11]、同年秋から[11]阪神コンテンツリンク（旧：阪神ブルーノート）が運営、「福岡ブルーノート」へ店名変更[10]した上で再開店。契約更新に失敗した影響で2005年8月に再閉店し[11]、「ソウルバード福岡」として貸館営業[10][12]。2007年8月、契約先変更に伴い「ビルボードライブ福岡」へ店名変更し再々開店[8][10]、2009年8月2日に再々閉店[13]。
- 名古屋： 2002年11月に開店。錦三丁目界隈。株式会社ミュージックベンチャーズが運営。

新型コロナウイルス感染症拡大防止のため2020年7月14日より無期限休業していたが、2020年8月15日をもって廃業することが7月20日に同社より発表された。
- ソウル（韓国）： 2004年3月開店、2004年6月閉店[18]。
- ラスベガス（アメリカ合衆国）
- ジャカルタ（インドネシア）